# Mpule Kwelagobe
Mpule Keneilwe Kwelagobe (Gaborone, 4 de novembro de 1979) é uma modelo e ativista de Botswana que foi eleita Miss Universo 1999. Foi a primeira africana negra coroada com este título, já que as duas anteriores, Margaret Gardiner, da África do Sul, e Michelle McLean, da Namíbia, são brancas. Foi seguida em 2011 por Leila Lopes, de Angola. Desde sua coroação, Mpule sobressaiu-se como ativista dos Direitos Humanos, sendo honrada e reconhecida por seu trabalho contra a AIDS e pela advocacia dos direitos dos jovens e das mulheres a terem maior acesso à educação sobre sexo reprodutivo e serviços referentes a esta causa.

## Concursos de beleza
Miss Mundo
Em 1997, ela representou o país no Miss Mundo, mas não conseguiu classificação. 

### Miss Universo
Em 1999 ela foi para Chaguaramas, em Trinidad e Tobago, representar seu país no Miss Universo, cuja final foi realizada em 26 de maio. Sem ser favorita, representando um país da África que pela primeira vez participava do evento, Mpule contagiou a todos com seu senso de humor, personalidade contagiante, respostas inteligentes e rápidas, enorme sorriso e aparência exótica, derrotando outras 83 candidatas – o maior número até então de participantes no Miss Universo – e levando a coroa para seu país.
Esta foi também a primeira e única vez em que uma Miss Universo negra, Wendy Fitzwilliam, passou a coroa à outra Miss Universo negra, Mpule.

## Vida posterior
Em 2000, após passar sua coroa, Mpule foi nomeada Embaixadora da Boa Vontade pela Organização das Nações Unidas para trabalhar especialmente com jovens e com a conscientização e educação sobre o vírus da AIDS. Entre outros, ela já fez discursos no Congresso dos Estados Unidos sobre o impacto socioeconômico da AIDS na África e propôs um projeto de lei para a criação de um fundo de prevenção à AIDS pelo Banco Mundial.
Mpule já recebeu diversas honrarias, como o Jonathan Mann Health Human Rights Award, outorgado pela International Association of Physicians in AIDS Care (IAPAC), que ela recebeu junto com o ex-presidente norte-americano Bill Clinton. Formada em Ciência Política e economia política internacional pela Universidade de Columbia, em 2006 ela foi selecionada pelo Fórum Econômico Mundial como uma dos Jovens Líderes Globais (Young Global Leaders - YGL) formado por pessoas de menos de 40 anos vindas de todos os continentes do mundo com o compromisso de dividir experiências locais e regionais para moldar um mundo melhor.
Desde 2000, em Jwaneng seu nome Mpule Kwelagobe nomeia um centro para crianças vulneráveis.
É casada desde 2015 com o empresário indiano-americano Abhijoy Ghandi, com o qual tem três filhos, e assina seu nome atualmente como Mpule Ghandi.